# Jair Amador
Jair Amador Silos (ur. 29 czerwca 1989 w São Jorge de Arroios) – hiszpański piłkarz występujący na pozycji obrońcy w Real Saragossa.